# Rasigueres
Rasigueres (en occità Rasiguèras i en francès Rasiguères) és un municipi de la comarca de la Fenolleda, al departament dels Pirineus Orientals. Forma part de la comarca natural de l'Altiplà de Sornià.

## El poble
El poble de Rasigueres es troba a 120 m d'altitud, prop de la riba esquerra de l'Aglí, a l'extrem de llevant del terme i a la confluència amb la ribera de Termena, prop de Planeses (les dues parròquies havien estat unides). És format per un grup de cases presidides per l'església parroquial de Sant Joan Baptista, prop de la qual hi ha vestigis de l'antic castell de Tornafort, es troben poc més d'un km al SW del poble, vora la riba esquerra de l'Aglí.
A Rasigueres té lloc cada mes de juny un festival de música. El parlar de Rasigueres, com els de Planeses i Caramany, ha conservat força trets catalans, fenomen que el converteix en un parlar occità de transició vers el català.

## El terme
El terme de Rasigueres, de 13'72 km² d'extensió, se situa a la vall de l'Aglí (que forma en part el límit meridional i que només és sobrepassat pel petit sector de Delhà l'Aiga, al vessants de migdia dels serrats que la separen de la vall del riu de Maurí. Comprèn el poble de Rasigueres, únic nucli de població agrupada, i l'antic castell de Teremena, a més d'alguns masos esparsos. Limita amb els termes de Planeses (E), Cassanyes (SE), Caramany (S), Lançac (W), l'Esquerda (NW) i Maurí (N). Petites carreteres locals uneixen el poble amb els nuclis veïns.

## El territori
L'Aglí discorre encaixat entre els massissos calcaris i rep per l'esquerra alguns torrents (el Rec Grand, procedent de Centernac i Lançac, o la ribera de Termena). Al N forma el límit la carena calcària de la serra que voreja paral·lelament el riu de Maurí pel S (Lo Bac de l'Albesa, 550 m a l'extrem NW) i més avall s'alça el serrat d'en Franc fins a 427 m, tot deixant dins el terme la petita vall de Las Devalhèras, afluent a la vall de Maurí i erosionada dins les mateixes margues d'aquesta vall. Els calcaris del N i les solanes són coberts de garriga mediterrània o erms, i sovint apareix la roca; al sector central apareixen matolls i brolles, bosquines d'alzines amb alguns roures als obacs; prop de l'Aglí hi ha arbres de ribera.

## Castell de Termena
Molt ben conservat, el castell de Termena forma encara una bella estampa, enlairat a la vora de la ribera de Termena, poc més d'un km al N de Rasigueres. En resta una altra torrequadrada i el recinte poligonal, obra probablement del segle x, restaurada al XIII. La família Termena en tenia el domini al segle xiii (B. de Tremonya, 1299).

## L'agricultura
La superfície agrícola, localitzada sobretot a la vall de l'Aglí, es limita a 256 ha en una quarantena d'explotacions, dedicades bàsicament a la vinya (248 ha. de les quals 241 de denominació d'origen controlada i 7 d'altres vins). Hi ha una societat cooperativa de vinificació, amb una capacitat inferior als 20.000 hl. Al N del terme hi ha pedreres de feldespat només accessibles des de l'Esquerda, explotats tradicionalment per una empresa de Caudiers de Fenollet. Al sud del terme hom ha explotat tradicionalment el guix 8el lloc de La Guichèra ho recorda); fins després de la Segona Guerra Mundial hom explotà els meners de ferro de La Menera al S del terme, i, abandonats uns quants anys abans, uns altres al NW del poble.

## Història
Una família dita Tornafòrt havia tingut aquest feu als segles xi i xii (P.P. de Tornafòrt és esmentat el 1087 i G. de Tornafòrt el 1134, i el castell el 1371. El 1604 els marmessors de Guadall, mort de poc, entre els quals la seva vídua Ermengarda, lliuraren a Sant Miquel de Cuixà, entre d'altres deixes del difunt, el seu alou de Radigeres, però la senyoria era tinguda aleshores pels vescomtes de Fenollet en nom dels comtes de Besalú. vers 1085/86, tanmateix, probablement a causa de greus dificultats amb el vescomte de Castellnou Guillem Gausbert II i el seu parent, el vescomte de Fenollet Arnau Guillem, un cavaller dit Guillem Bernat, fill d'Arsenda, que havia rebut del comte Bernat III de Besalú la investidura del conjunt dels seus castells a Besalú, el Vallespir i la Fenolleda, li jurava fidelitat pel castell anomenat Rasig o Montserrat, amb la seva castlania i totes les seves dependències. Aquest castell sembla distint del de Termena i de Tornafòrt, tots dos en territori de l'actual municipi. Fou sens dubte aquest castell de Rasigueres el que fou ocupat els anys 1389/90 per les companyies mercenàries de Bernat VII d'Armanyac i que el governador de Rosselló Gilabert de Cruïlles intentà en va d'ocupar l'agost de 1390. Al segle xvii la família de Viver tenia la senyoria de Rasigueres: Guilhem del Vivièr, senyor de Rasigueres, marit d'Anna de Verniòla, la transmeté al seu fill Enric del Vivièr (mort el 1679), que tingué greus enfrontaments per la seva vida escandalosa amb el bisbe jansenista d'Alet Nicolau Pavilhon.

## Geografia

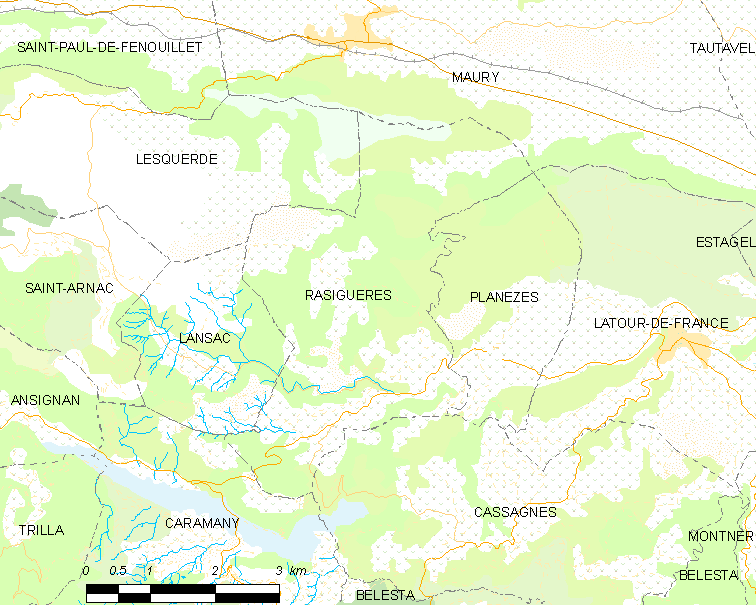
Mapa de la comuna de Rasigueres

## Administració i política

### Alcaldes
| Alcalde        | Període     |
| -------------- | ----------- |
|                |             |
| Roger Chebille | 2001 - 2014 |
| Paul Foussat   | 2014 -      |

## Demografia
El 1367 hi havia 5 focs, reduïts a 1 foc el 1395. El 1750 s'havia arribat a 100 h, i el 1759 hom comptava 26 focs, i el 1789, 24 focs. El segle xix fou de signe positiu; 165 h el 1818, 209 el 1836, 227 el 1861 i 312 el 1896. Assolí un màxim vers 1926 (353 h) i després va anar disminuint; fins a arribar els 159 del 2015. (vegeu gràfic)

Població 1962-2008